# Carl Andersen
Carl Christian Thorvald Andersen (1828-1883) en was een Deens schrijver, museuminspecteur en rentmeester. Hij wordt in de dagboeken van Henrik Ibsen omschreven als getalenteerd. Het schrijven was echter meer een hobby voor hem, dan dat hij broodschrijver was. 
Niels Gade gebruikte een aantal van zijn schrijfsels om er muziek bij te schrijven:
- het gedicht Fjeldbroen
- Aarstidsbilleder
- Korsfarerne.

Omgekeerd droeg Andersen zijn Reisebilleder uit 1864 (reisverslag van reis door Europa) aan Gade op. Verder zijn nog van hem bekend: Ingolfs og Hjrleifs Saga : et episk Digt i 2 Afsnit (1860) en Julehistorier.
- Bibsys: 90688439
- Gemeinsame Normdatei: 120652145
- International Standard Name Identifier: 0000 0000 6318 8603
- KulturNav: af1fbc9c-be81-48a9-889d-33c97a92e52e
- Library of Congress Control Number: nr91012455
- Nationale Bibliotheek van Tsjechië: mzk2013757106
- Nationale bibliotheek van Australië: 35276356
- Nederlandse Thesaurus van Auteursnamen: 165974168
- Trove: 893626
- Virtual International Authority File: 47597627
- WorldCat: E39PBJr83W8xwT7MPJdK9tptrq